# Paravan (divadlo)
Paravan bylo pražské divadlo malých forem, které vzniklo v roce 1959 a zaniklo v roce 1965.

## Historie
Divadlo vzniklo z podnětu několika literátů, herců a hudebníků, z literátů se jednalo zejména o Jiřího R. Picka (hlavního autora a uměleckého vedoucího divadla) a Milana Schulze (dramaturga divadla). Divadlo je možné charakterizovat jako literární kabaret kombinovaný s dobovou divadelní revue s důrazem na satiru, parodii, persifláž, recesistický až absurdní humor, jenž velmi často komentoval právě aktuální společenské dění. Po hudební stránce se jednalo o směs složenou z poeticky laděných divadelních písní, šansonu s občasnými výlety do světa kabaretních kupletů a českého trampského folku a staršího písničkářství. V době svého zániku bylo divadlo součástí Státního divadelního studia, z rozhodnutí jeho tehdejšího vedení divadlo posléze v roce 1965 zaniklo z důvodů ekonomických i uměleckých.

## Sídlo
- Reduta
- sál Ve Smečkách (před tím sídlo Semaforu, později sídlo Činoherního klubu)

## Hudební autoři divadla
- Miroslav Raichl
- Alexej Fried
- Petr Hapka
- Harry Macourek
- Jaroslav Jakoubek
- Sláva Kunst

## Hudební interpreti
- dívčí vokální skupina Inkognito kvartet
- kvintet Zdeňka Lepšího
- skupina Slávy Kunsta
- Alena Havlíčková

## Inscenace, výběr
- Paravan (září 1959)
- Písničky pod parapletem
- Komedia dell'karte
- Písničky za sedm
- Trafikant Jan
- Dvě aktovky a diplomatka
- Jak jsem byl zavražděn
- Amputace
- Danuše z Poještědí
- Těpick, Shakespeare !

## Hudební pásma, výběr
- Všichni moji dědové (kabaretní kuplety, Karel Hašler a Červená sedma)
- Z Košíř po orinoko neboli Všichni moji otcové (trampská hudba a předválečné šlágry)